# Koszmosz–46
A Koszmosz–46 (oroszul: Космос 46) Koszmosz műhold, a szovjet műszeres műhold-sorozat tagja. Első generációs Zenyit–2 felderítő műhold.

## Küldetés
Katonai felderítő műhold, feladata a Föld meghatározott térségeinek megfigyelése, katonai célú adatgyűjtés. Polgári célja az emberes űrrepülés elősegítése. Az exponált filmeket egy fémkapszulában, ejtőernyővel juttatta vissza a Földre, és süllyedés közben gyűjtötték be.

## Jellemzői
Az OKB–1 tervezőirodában kifejlesztett és építését felügyelő műhold. A Zenyit–2 ember szállítására fejlesztett űreszköz, hasznos terében helyezték el a műszereket.
1964. szeptember 24-én a Bajkonuri űrrepülőtér indítóállomásról egy Vosztok–2 (8А92) típusú hordozórakétával juttatták Föld körüli, közeli körpályára. Az orbitális egység pályája a közeli kozmikus térségben 89,2 perces, 51.2 fokos hajlásszögű, az elliptikus pálya perigeuma 210 kilométer, apogeuma 261 kilométer volt. Hasznos tömege 4730 kilogramm. A sorozat felépítését, szerkezetét, alapvető fedélzeti rendszereit tekintve egységesített, szabványosított tudományos-kutató űreszköz. Áramforrása kémiai akkumulátor, szolgálati ideje maximum 12 nap.
A Föld felső atmoszférája fontos szerepet játszik a felszíni és a műholdas kommunikációban és navigációban, sűrűsége befolyásolja az alacsony Föld körüli pályán (LEO) keringő műholdak élettartamát. A fedélzeten elhelyezett rádióadók által sugárzott jelek fáziskülönbségének méréséből következtetéseket lehet levonni az ionoszféra szerkezetéről. Az éjszakai ionoszféra F-rétege magasságbeli és kiterjedésbeli inhomogenitásainak mérése a 20 MHz-es fedélzeti adó jeleinek fluktuációváltozásaiból történt. Kamerái SZA-10 (0,2 méter felbontású), SZA-20 (1 méter felbontású) típusú eszközök voltak.
1964. október 2-án 8 napos szolgálat után, földi parancsra belépett a légkörbe és hagyományos – ejtőernyős leereszkedés – módon visszatért a Földre.